# Remington-Burnelli RB-1
Die Remington-Burnelli RB-1 war ein Doppeldecker-Passagierflugzeug des US-amerikanischen Herstellers Remington-Burnelli aus den 1920er-Jahren. Das Flugzeug besaß die von Vincent Burnelli entwickelte unkonventionelle Auslegung als Auftriebsrumpf (lifting fuselage).

## Geschichte

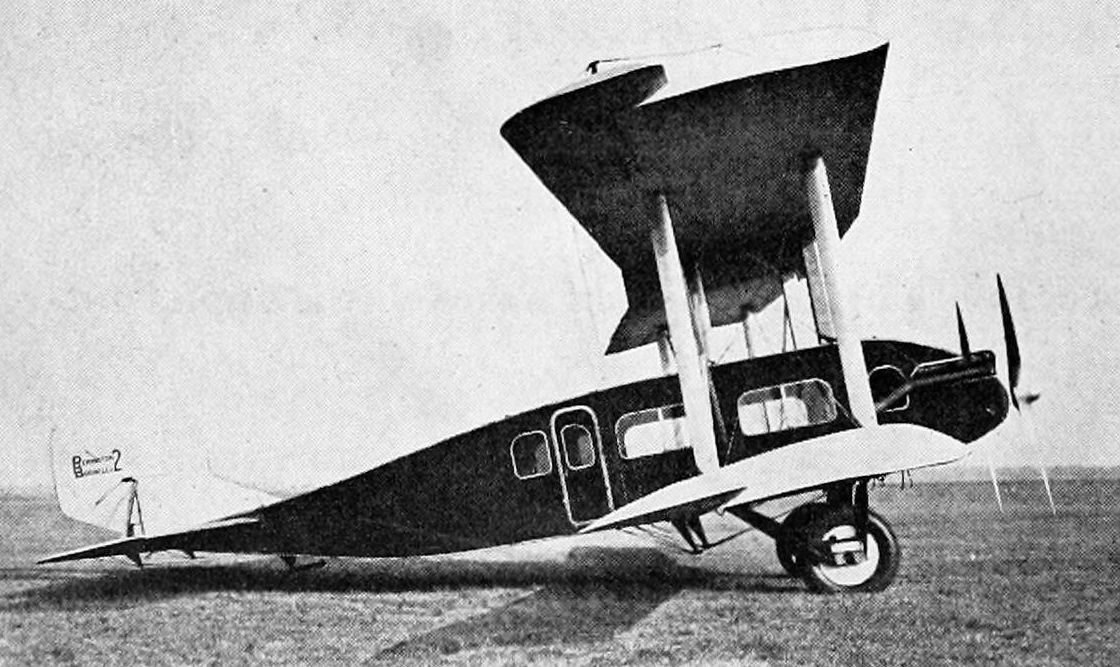
RB-2

Nach den ersten noch sehr konventionellen Konstruktionen, die Burnelli in den Jahren 1915 bis 1919 entwickelte, wandte er sich in den 1920er-Jahren der neuen Idee des Auftriebrumpfs zu. Die grundlegende Idee war dabei, dass ein entsprechend geformter Rumpf bis zu 50 % zum Gesamtauftrieb beitragen kann, verbunden mit einem Gewinn an Sicherheit und Leistung.
1920 tat sich Burnelli mit T. T. Remington zusammen, um die Airliner Engineering Corporation in New York zu gründen. Die Firma sollte seinen ersten neuen Entwurf RB-1 bauen. Über den Termin des Erstflugs ist nichts bekannt.
Das Flugverhalten des Prototyps (Registrierung: 9182) wurde als akzeptabel angesehen, ausgenommen hiervon war eine ausgeprägte Richtungsinstabilität. Die erste RB-1 ging 1923 in Staten Island, New York verloren, nachdem ein Sturm sie unter (Salz)wasser setzte, und die Maschine als nicht reparabel deklariert wurde.
Innerhalb eines Jahres wurde dann eine zweite Maschine gebaut, die sich in Kleinigkeiten im Fahrwerk, der Kabinenverglasung und der verringerten Ruderfläche vom ersten Exemplar unterschied. Als Triebwerke wurden zwei Liberty-XII-Motoren mit je 420 PS eingebaut. Es war wahrscheinlich diese Maschine, die 1924 als RB-2 bezeichnet wurde und von der aufgegebenen ersten Maschine wohl auch die Triebwerke erhielt. Die RB-2 soll das erste Frachtflugzeug der Welt gewesen sein.

## Konstruktion
Besonders augenfällig war der unkonventionell ausgebildete Rumpf, der im Längsschnitt gesehen profilförmig ausgelegt war. Die Nase war so breit, dass zwei Motoren eingebaut werden konnten, ohne dass sich deren Propellerkreise überschnitten.
Der Rumpf wies eine gleich bleibende Breite über die gesamte Länge auf. Im Längsschnitt lief der Rumpf zum Heck hin zu einer fast messerscharfen Kante hin aus. Die Gesamtauftriebsfläche des Rumpfs betrug 47 m² (504 ft²). Zwar wurde durch die Motorenanordnung der parasitäre Widerstand von Motorengondeln ausgeschaltet, jedoch stellte sich andererseits durch die dicht nebeneinander laufenden Propeller ein gegenseitiger Abschirm-Effekt (blanketing) ein. Zusätzlich werden auch durch die aerodynamisch ungünstige Luftströmung um das Heck die Vorteile dieses Auslegungskonzeptes stark gemindert.
Der Rumpf der RB-1 war auf drei querverlaufenden Sperrholz-Abtrennungen aufgebaut und mit gewelltem Duralumin (einer Leichtmetalllegierung) beplankt. Die beiden Piloten waren in offenen Cockpits untergebracht, während die mittlere Rumpfsektion das geräumige Abteil für 32 Passagiere enthielt. Die Tragflächen hatten bei der RB-1 den zu dieser Zeit üblichen Aufbau aus einem mit Stoff bespannten Holzgitterwerk.
Die RB-2 hatte prinzipiell den gleichen Aufbau, jedoch waren die Tragflächen ebenfalls mit Duralumin beplankt. Die 5,50 m × 4,30 m (18 ft × 14 ft) große Passagierkabine konnte 25 Passagiere aufnehmen, alternativ konnte sie zu einem Frachtraum mit einer Nutzlast von 2700 kg (6000 lb) umgerüstet werden. Die Besatzung bestand dann aus drei Mann.
Da der Rumpf für etwa 50 % des gesamten Auftriebs sorgte, konnte die Spannweite etwa 30 % kleiner sein als bei vergleichbaren Standardflugzeugen mit gleicher Nutzlast. Auch der Treibstoffverbrauch soll 20 % geringer gewesen sein, was es unter anderem erlaubte, bis zu 36 Stunden in der Luft zu bleiben.

## Nutzung
Die RB-2 konnte ihre besonderen Transportfähigkeiten im Jahre 1925 bei einer Verkaufstour für ein Essex-Automodell demonstrieren, indem zwei Exemplare dieses Wagens zusammen in der Maschine befördert wurden. Das Flugzeug konnte wegen der Größe des Frachtraums gleichzeitig als Ausstellungsraum genutzt werden (Flying Showroom). Wahrscheinlich war die RB-2 zu dieser Zeit mit zwei je 650 PS leistenden Rolls-Royce-Condor-Triebwerken ausgerüstet. Die Maschine wurde später an die Aerial Transport Company verkauft und flog noch acht weitere Jahre, bevor sie verschrottet wurde.

## Vorteile des Auftriebsrumpf-Konzepts
Nachfolgend sind die Vorteile des Auftriebsrumpfkonzepts im Vergleich zu den damaligen Standardflugzeugen zusammengefasst:
1. Die Propeller lagen dicht nebeneinander, was bei einem Triebwerksausfall eine immer noch ausreichende Steuerbarkeit des Flugzeugs ermöglichte.
2. Der Großteil der Lasten aus Triebwerk und Fahrgestell nahm das vordere Schott im Rumpf auf und konnte dadurch auch zu einem erhöhten Schutz der Passagiere beitragen.
3. Der Zugang zu den Triebwerken und zum (eventuell einziehbaren) Fahrwerk war während des Flugs möglich.
4. Fünfzig Prozent des Auftriebs im Reiseflug wurden durch den Rumpf erzeugt. Die Passagierkabine war durch die sie umgebende Rumpfstruktur sehr gut geschützt.
5. Wegen der kleineren Spannweite wurden die Biegemomente an den Tragflächenwurzeln um bis zu 40 % verringert.
6. Die Treibstofftanks lagen weiter entfernt von der Passagierkabine.
7. Der große Rumpfquerschnitt erlaubte den Transport sperriger Lasten. Im Falle einer Wasserung war der voluminöse Rumpf länger schwimmfähig.

## Technische Daten

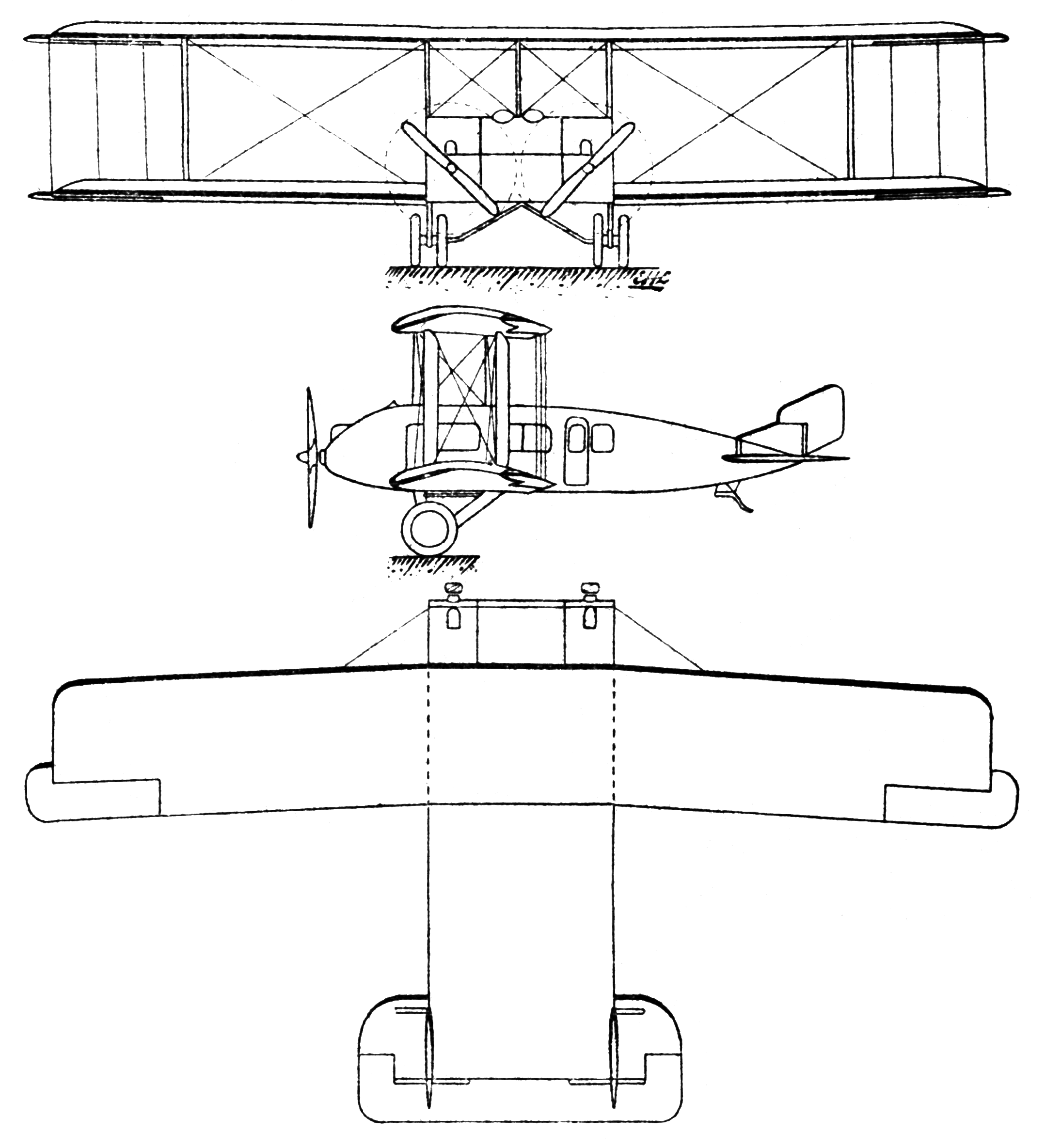
Remington-Burnelli RB-1

| Modell                                    | RB-1                                             | RB-1 No.2 bzw. RB-2 (sofern Daten abweichen)       |
| ----------------------------------------- | ------------------------------------------------ | -------------------------------------------------- |
| Besatzung                                 | 2                                                | 2–3                                                |
| Passagiere                                | 32                                               | 25                                                 |
| Länge                                     | 12,80 m (42 ft)                                  |                                                    |
| Spannweite                                | 22,57 m (74 ft)                                  |                                                    |
| Höhe                                      | 5,64 m (18 ft 6 in)                              |                                                    |
| Flügelfläche                              | 123 m² (1323 ft²)                                |                                                    |
| Rumpfauftriebsfläche                      | 47 m² (504 ft²)                                  |                                                    |
| Nutzlast                                  | –                                                | 2700 kg (6000 lb)                                  |
| Leermasse                                 | 3690 kg (8121 lb)                                |                                                    |
| Startmasse                                | 6640 kg (14.621 lb)                              |                                                    |
| Mindestgeschwindigkeit                    | 72 km/h (45 mph)                                 |                                                    |
| Höchstgeschwindigkeit                     | 169 km/h (105 mph)                               |                                                    |
| Steiggeschwindigkeit auf 1525 m (5000 ft) | 10 min                                           |                                                    |
| Reichweite                                | 1220 km (760 mi)                                 |                                                    |
| Triebwerke                                | 2 × Galloway Atlantic mit je 550 PS (ca. 400 kW) | anfangs 2 × Liberty XII mit je 420 PS (ca. 310 kW) |